# Jonas Vingegaard
Jonas Vingegaard Rasmussen (n. 10 decembrie 1996, Hillerslev⁠(d), Regiunea Nordjylland, Danemarca) este un ciclist danez, care în prezent concurează pentru Team Jumbo–Visma, echipă licențiată UCI WorldTeam.

## Rezultate în Marile Tururi

### Turul Franței
4 participări
- 2021: locul 2
- 2022: locul 1, câștigător al etapelor a 11-a și a 18-a
- 2023: locul 1, câștigător al etapei a 16-a
- 2024: câștigător al etapei a 11-a

### Turul Spaniei
2 participări
- 2020: locul 46
- 2023: câștigător al etapelor a 13-a și a 16-a